# Дикивка
Дикивка (укр. Диківка) је село у Знамјанском рејону, Кировоградске области.

## Историја
Село је основано 1753. године од насељеника Срба граничара из Аустрије. Ту је између 1753-1759. године била 18. Рота у Новосербском хусарском граничарском пуку, под командом генерала Јована Хорвата.
Горобцијевски шанац (Диковка) је прозван Сомбор (Самбор) јер су се ту махом доселили Бачвани, међу којима и највише житељи истоименог града. Милитарски Сомбор у Бачкој је престао то бити још 1745. године
Православна црква посвећена Боговљенију Господњем грађена је 1757. године.
Сада се ту налази Богојављенски женски манастир, који је у окриљу Украјинске православне цркве.
У првој половини 18 века Аустријски цар је запоставио своја обећања дата Српским граничарима у погледу њихових права, која су им обећана првенствено за ратне заслуге и борби с Турцима. Током година не само да им привилегије нису враћене, него је почело и масовно унијаћење српског становништва. Оваква политика Аустријског двора је долазила до изражаја нарочито првих година владавине царице Марије терезије. 
Срби из Војводине су у неколико махова прелазили у Русију. Тамо су основали своју колонију која се протезала од десне сбале Дњепра, према северу се граничила са Пољком, а на југу са Турском. Ова србска колонија је указом д 11. фебруара 1752. године добила име „Нова Србија", а србски досељеници су својим новим насељма давали имена градова у Панонскок Србији, из којих су се доселили. Тако су у Русији тада постојала места: Вршац, Ковин, Каменица, Земун, Сента, Чет, Мошорин, Сомбор, Суботица и др.
Доласком нових исељеника „Нова Србија" се знатно проширила преко Дњепра у Украину. Тај нови део је 1760, године добио назив „Славјано Сербија". Познато је да су неки од вођа српских исељеника, а нарочито генерал Петар Текелија уживали на руском Царском двору велики углед.
„Нова Србија" није била дугог века. Сродност језик и заједничко словенско порекло утицало је да су Срби-исељеници изгубили своје национално обележје. Године 1764. укинута је „Нова Србија". У каснијој куској историји помињу се имена потомака ових првих Срба исељеника од којих су неки заузмали важне положаје на двору. 
Једним таласом исељеника отишле су и многе угледне сомборске породице. Државни   архив у Сомбору је сачувао дозволу Пожунске Дворске коморе из 1753. године којом се одобрава исељење породице Аврама Рашковића и Рајка Прерадовића. 
Аврам Рашковић, бивши командант шанца Брестовац, водио је порекле од старовлаших кнежева који су још са патријархом Арсенијем Чарнојевићем прешли у пусте Панонске крајеве. Узимајући у озир његове ратне заслуге соморци су га изабрали за сенатора. На исељење се овај угледни грађанин, са још неколико исто тако угледних српских породица решио немогавши да одли тешком економском стању,  нарочито номилосрдној политици унијаћења која је у Сомбору вођена 50-их година 18. века.

## це
1. ↑  "Гласник Српског географског друштва", Београд 1971.
2. ↑  "Споменик", Београд 1991.
3. ↑  Zapisi odesskago obscestva istoriji i drevnosti. (Commentarii odessanae societatis historicae et archaeologicae.)Odessae: Typr. civitatis, 1848